# NGC 1504
NGC 1504 ist eine Elliptische Galaxie vom Hubble-Typ E/S0 im Sternbild Eridanus am Südsternhimmel. Sie ist schätzungsweise 432 Millionen Lichtjahre von der Milchstraße entfernt und hat einen Durchmesser von etwa 90.000 Lichtjahren. Aufgrund der gleichen Entfernung und einer ähnlichen Radialgeschwindigkeit ist zu vermuten, dass es sich bei NGC 1504 und NGC 1505 um ein gravitativ gebundenes Paar handelt.
Das Objekt wurde am 31. Dezember 1885 von Ormond Stone entdeckt.